# نکا (بازیکن فوتبال)
نکا (انگلیسی: Neca؛ زادهٔ ۳۱ دسامبر ۱۹۷۹) بازیکن فوتبال اهل پرتغال است.
از باشگاه‌هایی که در آن بازی کرده‌است می‌توان به باشگاه فوتبال بلننسس، باشگاه فوتبال قونیه‌اسپور، باشگاه فوتبال آنکارا اسپور، باشگاه ورزشی ماریتیمو، باشگاه فوتبال ویتوریا ستوبال، باشگاه ورزشی فارنسی، و باشگاه فوتبال ویتوریا گیماریش اشاره کرد.
وی همچنین در تیم‌های ملی فوتبال زیر ۲۰ سال پرتغال، زیر ۲۱ سال پرتغال، و پرتغال بازی کرده‌است.